# Jan Sadeler
Jan Sadeler (også kendt som Johan Sadeler, født 1550 i Bruxelles, død ca. 1600 i Venedig) var en flamsk kobberstikker og derudover tegner, gravør og udgiver.
Ud af en stor slægt af kobberstikkere, hvor Jan Sadeler og broderen Raphael Sadeler kan fremhæves som de betydeligste. 
I kobberstiksamlingen i København er Jan Sadeler repræsenteret med ca. 500 blade. I Danmark er Jan S. godt kendt med et stik lavet efter Peter Candids (nu bortkommet) maleri af nadveren. Dette stik har været benyttet som forlæg for utallige altertavler, herunder nadverbilleder i Danmark, se artiklen Nadverbilledet i Haderslev Domkirke.